# Саратовский художественный музей имени А. Н. Радищева
Сара́товский худо́жественный музе́й и́мени А. Н. Ради́щева — музей в Саратове, один из наиболее значительных художественных музеев в провинции России.

Боголюбов А. П. мемориальная плита

Музей был открыт в 1885 году и был первым общедоступным художественным музеем в Российской империи. Основой экспозиции стало собрание художника-мариниста Алексея Боголюбова, внука писателя-просветителя Александра Радищева. Создание музея для А. П. Боголюбова стало делом всей жизни, потребовавшим немало сил и средств.

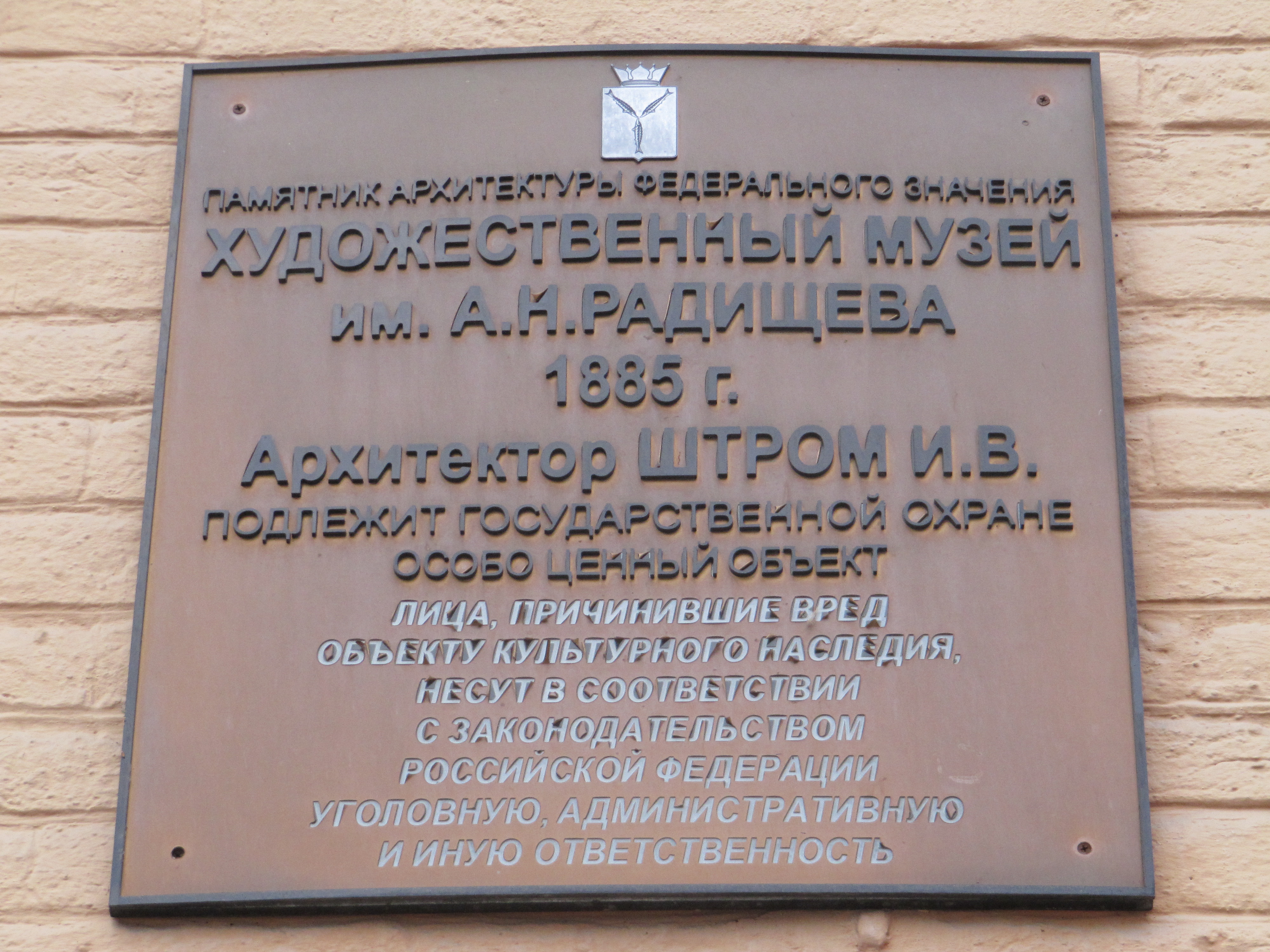
Художественный музей им. Радищева, табличка

В музее работает библиотека, которая располагает богатой коллекцией старинных и современных изданий, рукописей, начало которой было положено А. П. Боголюбовым.
В Большом зале музея проводятся музыкальные концерты, литературно-художественные вечера. В музейном лектории читаются лекции, посвященные истории мирового изобразительного искусства, различным стилям и направлениям в живописи, скульптуре и архитектуре, культуре восприятия художественных произведений.

## История музея
В 1877 году жителям Саратова стало известно, что профессор живописи Алексей Петрович Боголюбов (1824—1896), проживающий в Париже, желает передать в дар городу принадлежащую ему коллекцию произведений искусства и основать в городе музей, назвав его в память своего деда А. Н. Радищева. Музей предполагалось открыть с правом свободного входа в него для всех желающих.
Однако от города требовалось предоставить «постоянное, неизменное, прочное и приличное» помещение под музей. Городские власти не были готовы раскошелиться на постройку здания и поэтому даже ответ А. П. Боголюбов получил лишь через год. Но и после этого дело основания музея долгие годы не двигалось с мёртвой точки. Лишь в мае 1883 года в Саратове, на Театральной площади, было заложено новое здание. Помощь в организации музея оказал обер-прокурор Святейшего Синода К. П. Победоносцев. Будущий император Александр III собственноручно утверждал проект здания и подарил много полотен из своей коллекции.
Автором проекта был архитектор из Петербурга И. В. Штром. Работами по строительству руководил архитектор А. М. Салько. Сравнительно быстро в центре города было возведено двухэтажное каменное здание, ещё около года продолжилась его отделка и обустройство внутренних помещений.
В начале 1885 года начали прибывать первые экспонаты будущего музея. 29 июня 1885 года (по старому стилю) состоялось торжественное открытие музея.
За первый год после открытия музей посетили 62 тысячи посетителей.
Коллекция музея пополнилась рядом экспонатов переданных из Петербургской академии художеств, Эрмитажа.
К числу ценнейших работ, переданных из Государственного Эрмитажа можно отнести большое полотно «Триумф Вакха» работы Джорджо Вазари, и картину «Иоанн Креститель» кисти фламандца Теодора Ромбоутса, поступившие в музей, в 1885 году, по ходатайству А. П. Боголюбова.
В первые годы Советской власти коллекция музея была пополнена из Государственного музейного фонда.
В 1917 г. фонды его хранили 6738 предметов искусства: собрание русской и западноевропейской живописи и скульптуры, коллекции мебели и прикладного искусства. Библиотека музея насчитывала около 4000 томов. Открывая историко-филологический факультет в местном университете, Временное правительство рассчитывало на помощь музея в обеспечении факультета научно-вспомогательными средствами. Однако, несмотря на богатство фонда, «музей, — писали в 1918 г. „Художественные известия“, — не имел определённой физиономии, а являлся хранилищем всех тех ценных и неценных вещей, которые к нему поступали. Примером такой разнородности и полной бессистемности могут служить коллекции фотографий бывших саратовских губернаторов, вице-губернаторов, городских деятелей, коллекции хрустальных изделий, скульптуры фабричной работы и т. д. Музей имел характер сундука старой бабушки, где наряду с брюссельскими кружевами и опалами лежат валенки — память горячо любимой няни». В первые годы Советской власти фонды музея пополнились предметами искусства из Комитета по охране художественных сокровищ при Совете Всероссийских кооперативных съездов, Отдела ИЗО НКП РСФСР, Саратовского губернского Пролеткульта, Саратовского историко-археологического общества.
До 1923 г. музеем руководил Алексей Дмитриевич Скалдин (1889—1943), а затем его сменил Вадим Аполлонович Бутенко (1877—1931). При нём поступили картины из Государственной Третьяковской галереи (1926), из усадьбы Отрадино (1927), Русского музея (1928), Ленинградского музейного фонда (1928). В 1927—1928 гг. значительно пополнилась коллекция декоративно-прикладного искусства. К концу 1920- х гг. Радищевский музей превратился в одно из крупнейших в стране собраний русского и западноевропейского искусства.
Работой по учёту экспонатов музея, ведением инвентарных книг ведала Клавдия Ивановна Рудольфи (выпускница училища Штиглица, курсов Петербургского археологического института), интересовавшаяся русской живописью. В 1924 г. в Радищевский музей пришла ученица знаменитого египтолога Ф. В. Баллода Кира Николаевна Папа-Афанасопуло, известная своей работой «Золотоордынская керамика. Опыт систематизации и описания золотоордынской посуды» и научно-исследовательской деятельностью в университете. К. Н. Папа-Афанасопуло занималась сбором материала о произведениях старых западноевропейских мастеров, историей фарфора, памятниками дворянско-крепостной культуры (К. И. Рудольфи и К. Н. Папа-Афонасопуло были уволены весной 1931 г. «за несоответствие идеологическим задачам музея»). А в 1925 г. на должность гида-проводника музей принял ещё одну ученицу Ф. В. Баллода Наталью Ивановну Оболенскую.
В 1926 г. научные сотрудники музея приняли участие в работе областной музейной конференции. С докладом «Рост и развитие Радищевского музея» выступила К. И. Рудольфи. В. А. Бутенко ближе был вопрос организации музейного дела. Свои мысли по этому поводу он выразил в специальной статье «Задачи строительства провинциальных художественных музеев», представив её в качестве доклада на конференции. Эта работа историка не была опубликована. И рукопись её сегодня считается утраченной. В 1928 г. В. А. Бутенко покинул Саратов и перебрался в Ленинград, где был арестован в 1930 г. по так называемому «Академическому делу», осужден и отправлен на строительство Беломоро-Балтийского канала, где он вскоре и умер.
В 1980 году принадлежащие музею произведения русских художников второй половины XIX века экспонировались на выставке в городе Дуйсбург в рамках выставки «Русские художники-передвижники».
С 1998 года музей входит в Государственный свод особо ценных объектов культурного наследия народов Российской Федерации.

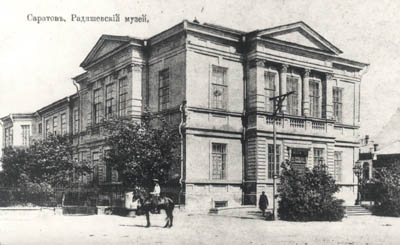
Радищевский музей
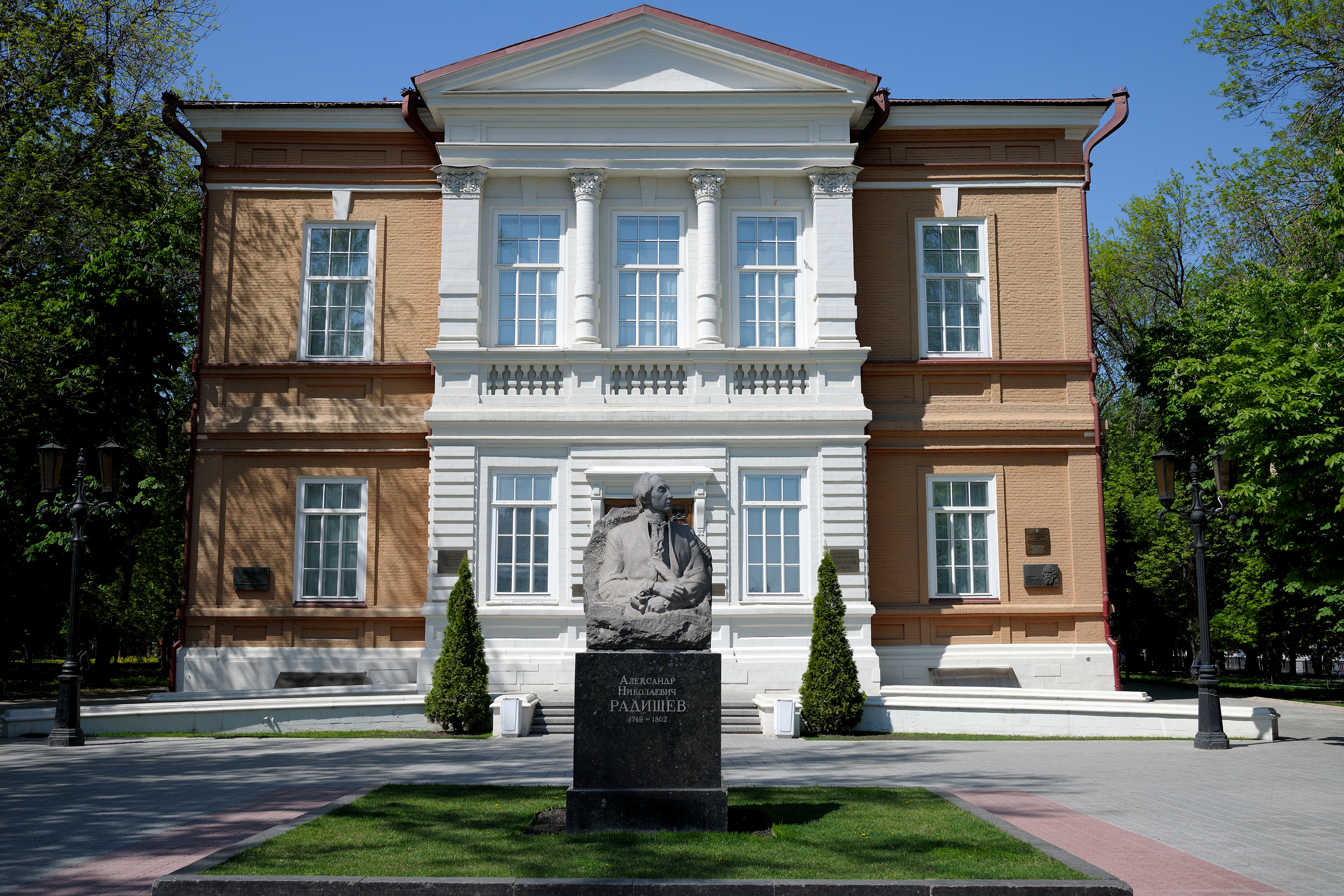
Музей им. Радищева летом
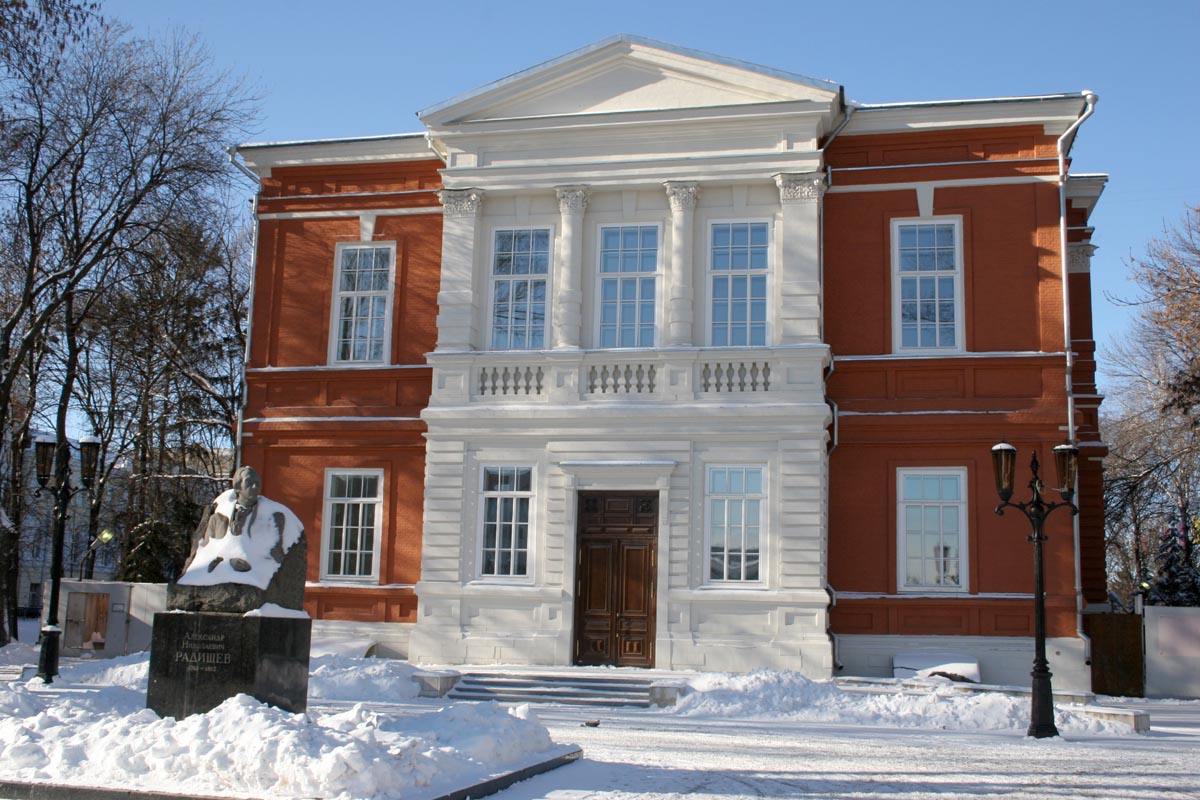
Музей им. Радищева зимой
Памятник_Радищеву
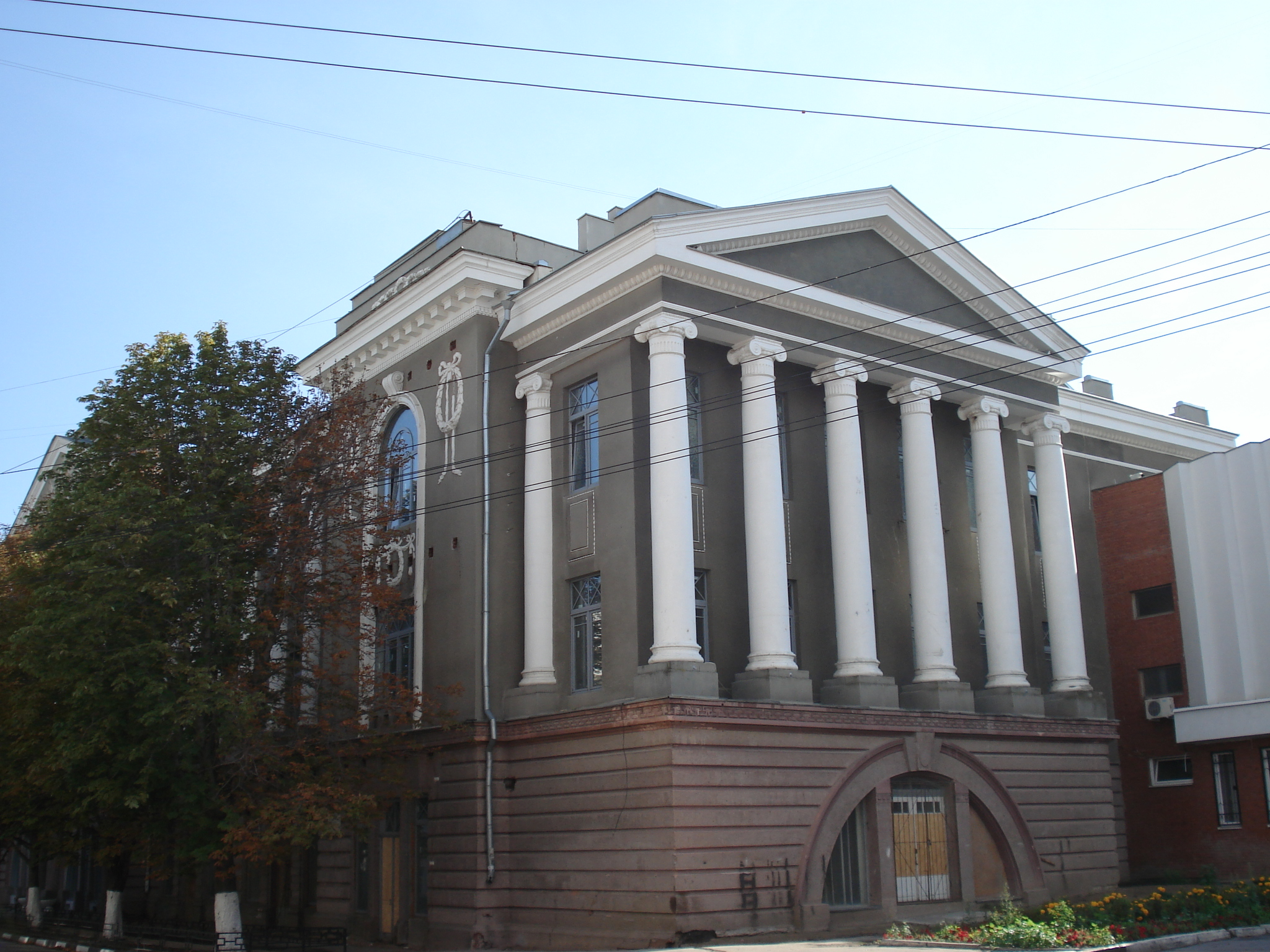
Корпус 2 музея
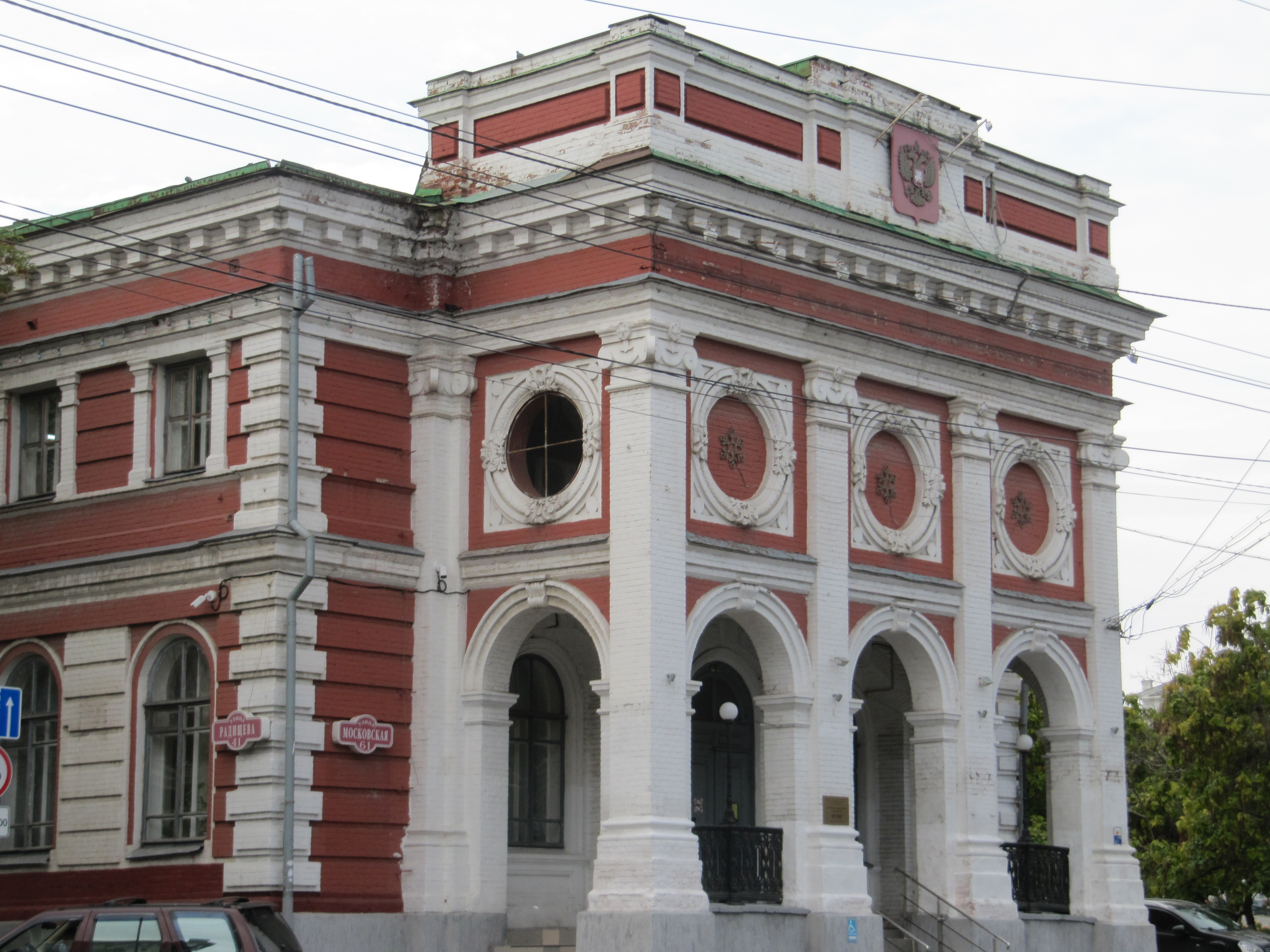
Корпус 3 музея

## Западно-европейское искусство в собрании музея
Радищевский музей обладает третьей по значимости коллекцией западно-европейской живописи XIX века, после Государственного Эрмитажа и ГМИИ им. А. С. Пушкина. Большая часть этой коллекции поступила в музей от его основателя А. П. Боголюбова. Гордостью собрания являются работы Камиля Коро, Шарля Франсуа Добиньи, Адольфа Тома Жозефа Монтичелли и других видных художников того времени.

## Экспозиция
В музейной экспозиции работы В. Л. Боровиковского, К. П. Брюллова, В. Г. Перова, И. Е. Репина, В. И. Сурикова, А. Н. Бенуа, В. Э. Борисова-Мусатова, А. В. Лентулова, И. К. Айвазовского, П. П. Кончаловского, М. С. Сарьяна, П. В. Кузнецова, Э. М. Фальконе, Ф. С. Рокотова, Д. Г. Левицкого, Ф. М. Матвеева, Сильвестра Щедрина, О. А. Кипренского, Г. И. Семирадского, А. А. Иванова, Н. Е. Сверчкова, А. П. Боголюбова, И. И. Шишкина, К. С. Петрова-Водкина, К. С. Малевича, А. А. Экстер, Р. Р. Фалька, М. Н. Аржанова, Н. М. Гущина, А. К. Беггрова, Сергея и Алексея Ткачёвых (авторское повторение картины «Детвора»), В. О. Фомичёва, Л. И. Петрушина и многих других художников и скульпторов, оставивших свой след в мировой истории искусств.

## Адрес
Музей располагается по адресам:
- 1 корпус — ул. Радищева, 39. Площадь экспозиции, — 839,8 м2. Площадь фондов — 594,7 м2.
- 2 корпус — ул. Первомайская, 75. Площадь экспозиции, включая временные выставки — 1103,3 м2. Площадь фондов — 539,1 м2.[14]
- 3 корпус — ул. Московская, 61 / улица Радищева, 41.

## Филиалы
- Энгельсская картинная галерея (Энгельс)
- Дом-музей П. В. Кузнецова (Саратов)
- Музей-усадьба В. Э. Борисова-Мусатова (Саратов)
- Музей К. С. Петрова-Водкина (Хвалынск)
- Балаковская художественная галерея (Балаково)

## События
В апреле 2012 года в музее состоялась встреча Председателя Правительства Российской Федерации Владимира Владимировича Путина с руководителями крупнейших российских музеев, на которой поднимались вопросы увеличения финансирования музеев, строительства и реконструкции фондохранилищ, расширения внебюджетной деятельности музеев, пересмотра налоговых льгот, ввоза в Россию произведений искусства. После встречи В. В. Путин осмотрел хранилища графики и живописи, ознакомился с отдельными работами и коллекцией икон.

## Руководство
- 1977—1987 и 1999—2016 — Гродскова, Тамара Викторовна (с 2016 по 2019 — почётный президент)

## Награды
- Орден Трудового Красного Знамени (1985 год)[16].
- Благодарность Министра культуры и массовых коммуникаций Российской Федерации (3 июня 2005 года) — за большой вклад в сохранение и развитие отечественной культуры и в связи со 120-летием со дня открытия Федерального государственного учреждения культуры «Саратовский государственный художественный музей им. А.Н. Радищева»[17].